# Šatrovački govor
Šatrovački govor, tajni govor pojedinih skupina ljudi koji se u većim gradskim središtima koristio kod različitih skupina ljudi, a s namjerom stvaranja jezične izdvojenosti. Isprva se na području SFRJ (Srbiji, BiH, Hrvatskoj i Makedoniji) javlja kod mlađega stanovništva, a prihvatile su ga i različite kriminalne skupine kao šifrirani govor. 
Rasprostranjenost šatrovačkoga neravnomjerna je. Najviše se koristi u većim gradskim središtima – Zagrebu, Beogradu i Sarajevu – zatim u manjim gradovima Srbije i Bosne i Hercegovine, a u Hrvatskoj najviše u Slavoniji i Istri. Široko je rasprostranjen i u svakodnevnoj uporabi u neslužbenome govoru, pogotovu među mladeži. Ime „šatrovački” dolazi od romskoga „šatra”, što je u početku označavalo romske riječi koje su ušle u hrvatski i srpski  jezik.
Nove riječi u šatrovačkome stvaraju se permutiranjem slogova. Na primjer, riječ pivo postaje vopi. Nova riječ ima isto značenje kao i izvorna. Neke riječi se češće koriste u šatrovačkoj verziji od inih, ali ne postoji pravilo.
Često se koristi u zatvorskim zajednicama gdje je potrebno razmjenjivati informacije na način teško razumljiv službenicima zatvorskoga sustava. U tomu slučaju obično se dodaje još jedan slog između permutiranih slogova koji otežavaju prepoznavanje konkretne riječi - poruke.
Slične jezične igre postoje i u verlanu (francuski) i vesranu (argentinski španjolski).